# Varco
National Oilwell Varco (NOV) — світовий лідер в розробці, виробництві і продажу бурового обладнання та комплектуючих для застосування в сфері буріння свердловин і видобування нафти і газу, технічного забезпечення та нагляду, а також послуги з організації ланцюга поставок для великих організацій нафтогазової індустрії. National Oilwell Varco об'єднує близько 100 профільних підприємств і контролює в окремих сегментах до 60% світового ринку бурового обладнання. Головний офіс корпорації розташований в Х'юстоні, штат Техас, США.
National Oilwell Varco розробляє і виробляє власні  бурові установки і  шельфові платформи, а також повний спектр  бурового обладнання для них. Крім виробництва обладнання компанія надає широкий спектр послуг в нафтогазовій галузі. Підрозділи більш ніж в 60 країнах світу. Число співробітників 40000 (2017 р.)